# Lucio Carvalho
Lucio Carvalho (Bagé, Rio Grande do Sul, 20 de dezembro de 1971) é um escritor, crítico e editor brasileiro.
Sua obra de estreia na literatura foi a coletânea de contos A aposta, publicado pela Ed. Movimento e lançado na 61º Feira do Livro de Porto Alegre.
No mesmo ano, publicou a primeira edição do livro Inclusão em Pauta, atualmente em 3ª edição. Com este livro, consolidou o trabalho de redação e edição que rendeu à agência e revista digital Inclusive, co-editada com a jornalista Patricia Almeida, premiação no Prêmio Nacional de Educação em Direitos Humanos de 2010, numa promoção da Organização dos Estados Ibero-americanos para a Educação, a Ciência e a Cultura, em parceria com a Fundação SM, o Ministério da Educação e a Secretaria Especial de Direitos Humanos da Presidência da República.
Ainda na Inclusive, apresentou em evento paralelo ao VI Encontro Internacional de Tecnologia e Inovação para Pessoas com Deficiência, os dados preliminares de uma pesquisada realizada pela Inclusive a respeito da relação entre os temas “deficiência” e “comunicação social”. Os resultados desse trabalho foram divulgados na mídia especializada, no Observatório da Imprensa, no Educação e Território, do portal Cidade Escola Aprendiz e foram incorporadas na segunda edição do livro Inclusão em Pauta, atualmente na sua terceira edição em formato open acess.
Na sequência, publicou por seus próprios meios, no selo Valentine, três volumes de poesia. Falso Alarde (2017), Pedra-pomes (2019) e Achados, Salvados, Perdidos (2021). Em 2022, pela TAN editorial, publicou a antologia Inventário, reunindo a produção poética entre 1986 e 2020 dos livros anteriores e de revistas literárias como a Sete Faces, Portal Cronópios, Germina, Escamandro, Mallarmargens, Sepé e Diversos Afins, nas quais seus poemas apareceram. O livro foi indicado entre os finalistas do Prêmio Açorianos de Literatura de 2023.
Em 2018, a novela Frente fria foi finalista do Prêmio SESC de Literatura e publicada em edição limitada em 2019. 
Em 2019, publicou uma versão impressa limitada do livro de ensaios e reportagens Sim, se discute. O livro traz dezenas de artigos, resenhas e ensaios publicados na imprensa de todo o país, como a revista Amálgama, o Observatório da Imprensa, os jornais Correio do Povo e Zero Hora, a revista Parêntese e outros projetos e veículos. Em 2020, o livro foi revisado e ganhou uma segunda edição em formato open acess. 
Em 2020, cria e passa a editar a revista digital Sepé (ISSN 2675-9365), voltada à divulgação literária e sediada em Porto Alegre. 
Ainda em 2020, lançou pela Editora Fi o ensaio A crise da representação rural na literatura rio-grandense, resultado do trabalho de pós-graduação em Literatura Brasileira cursado na Universidade Federal do Rio Grande do Sul. 
Em 2021, lançou o romance Fica na tua, publicado pela Saraquá Edições, na 67ª Feira do Livro de Porto Alegre. 
Em 2022, após a realização de uma campanha de financiamento coletivo bem-sucedida, organiza uma antologia de contos da revista Sepé. O livro, intitulado Contos da Sepé , foi publicado numa co-edição com a editora Diadorim e lançado com o coletivo de autores na 68ª Feira do Livro de Porto Alegre.
Em 2023, lançou a novela La Minuana pela TAN Editorial. Com o livro, obteve em 2024 o Prêmio Livro do Ano da Associação Gaúcha de Escritores na categoria narrativa-longa.
Em 2025, passou a co-editar o espaço de divulgação literária Especiaria.

## Obras
Romance
2024 - Down House, 1858: o memorial de Charles Waring Darwin (ISBN 9786584842144)
2023 - La Minuana (ISBN 9786581264123)
2021 - Fica na tua (ISBN 9786599193736)
2019 - Frente fria (ISBN 9781978238718)

Contos
2022 - Contos da Sepé (Org.) (ISBN 9786599546396)
2020 - Interiores (ISBN 9788550362730)
2015 - A aposta (ISBN 9788571952492)

Poesia
2022 - Inventário (ISBN 9786581264055)
2021 - Achados, salvados, perdidos (ISBN 9788708993168)
2019 - Pedra-pomes (ISBN 9781730861079)
2017 - Falso alarde (ISBN 9781544187990)

Crônica
2023 - Coisas outras (ISBN 9786500678918) 

Ensaio
2021 - A crise da representação rural na literatura rio-grandense (ISBN 9786559170180)
2019 - Sim, se discute; 2ª ed (2021); 3ª ed aumentada (2023) (ISBN 9786500515947)
2015 - Inclusão em pauta; 2ª ed (2019); 3ª ed (2022) (ISBN 9786500581669)